# Inermicosta inermicosta
Inermicosta inermicosta là một loài ốc biển, là động vật thân mềm chân bụng sống ở biển thuộc họ Muricidae, họ ốc gai.

## Phân bố
Loài này phân bố ở Tây Đại Tây Dương dọc theo Gabon và Angola.